# Facultatea de Fizică a Universității din București
Facultatea de Fizică este o facultate a Universității din București, înființată în anul 1948, după ce Facultatea de Științe, înființată în anul 1864, a fost scindată în mai multe facultăți printre care și Facultatea de Matematică și Fizică.  În anul 1962 aceasta din urmă se separă la rândul său în Facultatea de Matematică - Mecanică și Facultatea de Fizică. Începând cu anul 1974 Facultatea de Fizică primește un nou sediu la Măgurele, alături de Institutul de Fizică Atomică.